# Echinopora gemmacea
Espèce
Statut CITES
Echinopora gemmacea est une espèce de coraux appartenant à la famille des Merulinidae ou la famille Faviidae.